# Connomyia tsacasi
Connomyia tsacasi là một loài ruồi trong họ Asilidae. Connomyia tsacasi được Londt miêu tả năm 1993. Loài này phân bố ở vùng nhiệt đới châu Phi.